# Logan (Ohio)
Logan – miasto w Stanach Zjednoczonych, w południowo-wschodniej części stanu Ohio, sidziba władz hrabstwa Hocking. Liczba mieszkańców w 2000 roku wynosiła 7024.
Miasto leży w strefie klimatu wilgotnego subtropikalnego, z gorącym latem, należącego według klasyfikacji Köppena do strefy Cfa. Średnia temperatura roczna wynosi 10,5 °C, a opady 1010,9 mm (w tym do 53,8 cm opadów śniegu)